# Reasne, Murovani Kurîlivți
Reasne (în ucraineană Рясне) este un sat în comuna Snitkiv din raionul Murovani Kurîlivți, regiunea Vinnița, Ucraina.

## Demografie
Componența lingvistică a localității Reasne
     Ucraineană (96,43%)
     Rusă (3,57%)
Conform recensământului din 2001, majoritatea populației localității Reasne era vorbitoare de ucraineană (96,43%), existând în minoritate și vorbitori de rusă (3,57%).